# Eugenia pomifera
Eugenia pomifera là một loài thực vật có hoa trong Họ Đào kim nương. Loài này được (Aubl.) Urb. mô tả khoa học đầu tiên năm 1919.